# Antonio Perez (politicus)
Antonio Perez (Verona, 10 mei 1821 – aldaar, 4 januari 1890) was een politicus in het Koninkrijk Italië gedurende de 19e eeuw.
Zijn familie was afkomstig uit Corsica. Perez had een advocatenpraktijk in Verona. In het eengemaakte Italië was hij lid van de Kamer van Afgevaardigden in Rome. Van 1870 tot 1874 zetelde Perez in het parlement, en vroeg daar zelf om zijn ontslag. In de jaren 1888 en 1889 was Perez vlak voor zijn dood kort burgemeester van Verona. 
Perez had tien zonen, die zich vestigden in Verona en Rome, en wordt daarom de stamvader van de Veronees-Romeinse familie Perez genoemd.